# غورنيي شتشيت
غورنيي شتشيت (بالروسية: Горный Щит) هي مدينة في مقاطعة سفيردلوفسك أوبلاست في روسيا.
يبلغ عدد سكانها حوالي 4611 نسمة.